# جي. إس. باتريك
جي. إس. باتريك (بالإنجليزية: G. S. Patrick)‏ هو ضابط أمريكي، ولد في 26 مايو 1907، وتوفي في 21 مارس 1999.